# Frank Wright (Sportschütze)
Frank Seymour Wright (* 26. Dezember 1878 in South Wales, New York; † 13. Februar 1931 in Buffalo, New York) war ein US-amerikanischer Sportschütze.

## Erfolge
Frank Wright, der für den Audubon Gun Club aktiv war, nahm an den Olympischen Spielen 1920 in Antwerpen im Trap teil. Im Einzel belegte er mit 87 Punkten hinter Mark Arie und Frank Troeh den dritten Rang und erhielt so die Bronzemedaille. Den Mannschaftswettbewerb schloss er mit der US-amerikanischen Mannschaft auf dem ersten Rang ab, mit 547 Punkten hatten die US-Amerikaner 44 Punkte Vorsprung auf die zweitplatzierten Belgier. Neben Wright gehörten noch Mark Arie, Horace Bonser, Jay Clark, Frank Troeh und Forest McNeir zum Team. Er gewann zahlreiche Wettbewerbe auf Bundesstaatsebene.
Wright arbeitete als Zimmermann. Auf einer Baustelle in Buffalo brach eine Betondecke über ihm ein, sodass Wright unter mehreren Stockwerken begraben wurde. Er überlebte den Unfall zunächst, fiel jedoch ins Koma und verstarb fast ein Jahr später im Krankenhaus.